# Лиссабонская стратегия
Лиссабонская стратегия (англ. Lisbon Strategy) — стратегическая цель Европейского союза, направленная на повышение его глобальной конкурентоспособности за экономическое обновление и улучшение в социальной сфере и охране окружающей среды.

## Предыстория и цели
Лиссабонская стратегия предназначалась для борьбы с низкой производительностью и стагнацией экономического роста в ЕС путем формулирования различных политических инициатив, которые должны были быть предприняты всеми государствами — членами ЕС. В марте 2000 года Европейский совет в Лиссабоне определил для Европейского союза задачи на следующее десятилетие по созданию к 2010 году самой динамичной в мире экономики, базирующейся на знаниях, способной к устойчивому росту и обеспечивающей наибольшее количество лучших рабочих мест, а также и тесное социальное сплочение. Продолжением стратегии стал план развития Европа 2020.

## Стратегия
Основными областями были экономическое, социальное и экологическое обновление и устойчивость. Лиссабонская стратегия в значительной степени основывалась на экономических концепциях:
- инновации как двигателя экономических изменений (на основе работ Йозефа Шумпетера);
- «экономики обучения»;
- социального и экологического обновления.

В соответствии со стратегией более сильная экономика создаст рабочие места в ЕС, наряду с инклюзивной социальной и экологической политикой, которые сами по себе будут способствовать еще большему экономическому росту.
Исследовательская группа ЕС обнаружила в 2005 году, что текущий прогресс был сочтен «неубедительным», поэтому был введен процесс реформ, при котором все цели будут пересматриваться каждые три года, а помощь будет оказываться по неудовлетворительным элементам.
Преобразование целей Лиссабонской стратегии в конкретные меры привело к расширению Рамочных программ исследований и технологического развития (РП) в РП7 и Совместных технологических инициатив (англ. Joint Technology Initiatives, JTI).